# Chris Matthews
Christopher Matthews (17 de diciembre de 1945) es un estadounidense, presentador de noticias y comentarista político, conocido por su programa popular, Hardball with Chris Matthews, que se transmite por la cadena de cable MSNBC. Los fines de semana dirige el programa sindicado, The Chris Matthews Show. Matthews hace apariciones regulares como comentador en programas de la NBC y la MSNBC.

## Vida personal
Matthews, nacido en Philadelphia, es católico de ascendencia irlandesa. Cursó bachillerato en La Salle College High School. Se graduó en 1967 del College of the Holy Cross, y se licenció en economía en la Universidad de Carolina del Norte en Chapel Hill.

## Candidatura al Senado
En el programa The Colbert Report del 14 de abril de 2008, Matthews habló de su posible candidatura al senado por Pensilvania. Cuando fue intrevistado por Stephen Colbert acerca de sus intenciones, declaró que hay diferencia entre la gente famosa y los que trabajan para el pueblo, y que es mejor trabajar para el pueblo. También dijo que en su niñez soñaba con ser senador. Cuatro días después, en 18 de abril de 2008, Matthews dijo a Bill Maher que había tomado la decisión de dedicarse sólo a comentar las elecciones senatoriales y no participar en ellas.
- Datos: Q948687
- Multimedia: Chris Matthews / Q948687